# Rajgopalan Rajamohan
| Entdeckte Asteroiden: 6 | Entdeckte Asteroiden: 6 | Entdeckte Asteroiden: 6 |
| ----------------------- | ----------------------- | ----------------------- |
| Nummer und Name         | Entdeckungsdatum        |                         |
| (4130) Ramanujan        | 17. Februar 1988        |                         |
| (4706) Dennisreuter     | 16. Februar 1988        |                         |
| (5178) Pattazhy         | 1. Februar 1989         |                         |
| (7564) Gokumenon        | 7. Februar 1988         |                         |
| (8348) Bhattacharyya    | 26. Januar 1988         |                         |
| (17446) Mopaku          | 23. Januar 1990         |                         |

Rajgopalan Rajamohan (* unbekannt; † 29. Januar 2022) war ein indischer Astronom und Asteroidenentdecker.
Er entdeckte am Vainu-Bappu-Observatorium im indischen Bundesstaat Tamil Nadu zwischen 1988 und 1990 insgesamt sechs Asteroiden.